# قورش الأول
كورش أو قورش الأول (حوالي 600 -580 ق.م) هو عضو من سلالة الأخمينية وملك أنشان. يذكر اسمه في بعض الأنساب الملكية كابن تايسباس وأيضا كأنه من نجل المؤسس الأسطوري هخامنش. وهو الذي سمح لليهود بالعودة لمملكتهم بعد السبي الأشوري والبابلي لهم لنفس الأغراض السياية التي هجروا بسببها.